# 극창
극창(革昌, ? ~ ?)은 전한 초기의 관료로, 개국공신 극주의 손자이다.

## 행적
경제 중원년(기원전 149년), 아버지 극식의 뒤를 이어 자조후(煮棗侯)에 봉해졌고 2년 후 봉상에 임명되었다.
중4년(기원전 146년), 죄를 지어 작위가 박탈되었다.

## 출전
- 사마천, 《사기》 권18 고조공신후자연표(高祖功臣侯者年表)
- 반고, 《한서》 권16 고혜고후문공신표(高惠高后文功臣表) · 권19하 백관공경표(百官公卿表) 下

| 전임 소승 | 전한의 봉상 기원전 147년 ~ 기원전 146년? | 후임 이팽조 |

| 전임 아버지 자조강후 극식 | 전한의 자조후 기원전 148년 ~ 기원전 146년 | 후임 (봉국 폐지) |